# Церковь Святого Николая (Люблин)
Церковь святого Николая на Чвартке (пол. Kościół św. Mikołaja na Czwartku) — церковь католической архиепархии Люблина в Польше. Храм расположен на холме Чвартек в Люблине. С 21 февраля 1967 года церковь внесена в список памятников архитектуры под номером A/226.

## История
Приход святого Николая считается одним из старейших в Люблине. Поселение на холме Чвартек появилось в VII—X веках. Местные жители активно занимались торговлей. Вероятно поэтому храм был освящён в честь святого Николая, архиепископа Мир в Ликии, покровителя купцов. По преданию в 986 году король Мешко I построил здесь первую деревянную церковь на месте капища. В 1260 году доминиканцы вместо старого деревянного храма построили новый кирпичный.
Церковь святого Николая на Чвартке впервые упоминается в записях Люблинской консистории за 1429 год. Богослужение в храме проводилось по византийскому обряду. Указом от 1519 года король Сигизмунд Старый пожаловал приходу прилегающие территории и учредил юрисдикцию Чвартка, предоставив ей автономные управление и судебную власть; в 1791 году юрисдикция была упразднена. Кураторами храма были представители известных шляхетских родов — Кониньские, Мацеевские, Самбожецкие. Сохранились упоминания о земле, которую местный судья Бернард Мацеевский подарил настоятелю храма. Большая часть этой земли позднее перешла в собственность прихода.
В конце XVI века церковь перешла в ведение францисканцев, владевших ею до 1825 года. В 1600—1620 годах храм был основательно перестроен в стиле люблинского ренессанса местным каменщиком Петром Траверси. В 1593 году при храме была открыта типография. Действовало Братство святого Николая, которое, кроме помощи сиротам и вдовам, занималось организацией приданого для бедных девушек и примирением поссорившихся супругов. При храме также действовало Братство музыкантов. Храм поддерживали ремесленные цехи, члены которых в праздничных богослужениях. В 1630—1644 годах к церкви пристроили ризницу. В 1800 году возвели колокольню. В 1873—1874 году храм перестроили, добавив фасад в стиле классицизма, вестибюль, новую крышу и колокольню, хоры. В 1874 году в церкви установили новый главный алтарь. В 1900—1903 годах храм снова реконструировали: возвели крыльцо и дом причта, вестибюль перестроили в часовню, заменили колокольню, в нише на фасаде установили изображение святителя Николая, а в храме купель. Церковь пострадала во время пожара в 1976 году, но была восстановлена.

## Описание
Храм построен из кирпича. Внешние и внутренние стены строения покрыты штукатуркой; внутренние стены украшают пилястры. У здания один неф, три пролёта, алтарь, двускатная черепичная крыша. В южном приделе церкви находятся капелла и ризница с притвором. На крыше над нефом расположена колокольня. Главный алтарь из дуба и сосны был перенесён в приход из церкви капуцинов в Люблине. В его центральной части стоит скульптура святого Николая, над которой висит изображение Скорбящей Богоматери. Два боковых алтаря посвящены святому Валентину и Святейшей Троице. В приделе Богоматери Неустанной Помощи с алтарем в стиле рококо висит изображение Богоматери Неустанной Помощи, а над ним картина с изображением святого Доминика. Архиерейская кафедра и крестильная купель покрытая позолотой были изготовлены в мастерской Вильгельма Гесса в начале XX века. На хорах установлен орган.